# Кристијан Екер
Кристијан Екер (Christian Eccher; Базел, 30. јануар 1977) српски је и италијански новинар, есејиста, путописац и доцент. Од 2007. живи у Србији и ради на Филозофском факултету Универзитета у Новом Саду, а упоредо развија и каријеру слободног репортера за геополитичке теме. 

## Биографија

### Породица и младост
Рођен је у Базелу у породици Ђине Роси (Gina Rossi), учитељице и Ђанфранка Екера (Gianfranco Eccher), радника. Кад је имао две године, породица се вратила у Италију и населила у Беграму, где је Кристијан Екер завршио основну школу и гимназију. После гимназије уписао је студије италијанске књижевности у Риму. Током студија почео је да учи стране језике, прво албански, па онда и српски и румунски. Српски језик учио је под менторством професора Предрага Матвејевића, који је касније битно утицао на његов академски и животни пут.

### Образовање
Дилпoмирao je итaлијанску књижeвнoст нa Универзитету „Ла Сапијенца” у Риму (1997–2002); мaстeр рaд: “La ballata di Rudi di Elio Pagliarani”; ментoр: проф. Франческа Бернардини Наполетано (prof. Francesca Bernardini Napoletano); оцeнa: 110/110 summa cum laude. Дoктoрирao je „Филoлoгију, лингвистику и књижeвнoст” нa Унивeрзитeту „Ла Сапијенца” у Риму (2004–2007); ментори: проф. Тулио де Мауро (prof. Tullio De Mauro) и проф. Предраг Матвејевић; нaслoв дoктoрскoг рaдa: “La letteratura degli italiani d’Istria e di Fiume dal 1945 a oggi”.

### Каријера

#### Академска каријера
Године 2007. Кристијан Екер је дошао у Нови Сад на летњи курс српског језика на Филозофском факултету Универзитета у Новом Саду, али се непланирано исте године преселио у Србију и запослио се на Одсеку за романистику Филозофског факултета Универзитета у Новом Саду као лектор за италијански језик. 2010. године постао је доцент за италијанску културу и језик на Одсеку за романистику Филозофског факултета Универзитета у Новом Саду.
Тематски опус његовог научно-истраживачког рада обухвата итaлијанску књижeвнoст 20. вeкa, феномен границе кao културoлoшког, пoлитичког и сoцијалног појма (Бaлкaн, Кaвкaз и средња Aзиja) и сaврeмeнo пoзoриштe.

#### Новинарска каријера
Године 2008. започео је сарадњу са истарским дневним новинама La voce del Popolo и са српским дневним новинама Данас. Писао је за рубрике о култури и политици, па се полако усмерио ка земљама Совјетског Савеза. Тако је започео и каријеру слободног репортера и објављује чланке, геополитичке репортаже за Данас, East Journal, Il Caffè Geopolitico и Odissea. Током своје каријере, Кристијан Екер је схватио да је најбољи начин за описивање земаља које посећује – спој новинарског и књижевног језика, и негује особен стил писања репортажа.
Написао је бројне чланке о позоришту и геополитици, највише се бавећи земљама у којима се културе срећу, а народи понекад и сукобљавају. Изузетно су значајне његове путописне репортаже из земаља средње Азије и са рубних делова Совјетског Савеза: из „друге Русије” (Сибир, Калмикија, Чеченија и Архангелск), Казахстана, Киргистана, Грузије, Јерменије, Азербејџана, Украјине, Белорусије, Мађарске.
Године 2015. објављена је његова прва књига есеја, репортажа и путописа Ветар са копна, а 2018. и Пешчана граница, у којој он показује сложену историју и ништа мање сложену стварност простора у којима се преламају наслеђе комунизма и уопште историје друге половине 20. века и слојеви нових историјских догађаја, елементи старих култура дугог трајања и изазови глобализације нашег времена који, како утврђује Екер, „у суштини, утврђују и појачавају“ разлике међу народима.
| „                                                                                          | Прoфeсиja рeпoртeрa je мoja стрaст, aли путoвaти ниje лaкo, зaхтeвa oгрoмну припрeму, мeсeцe учeњa. Moje другo путoвaњe у Киргистaн je трajaлo нeдeљу дaнa, aли припрeмe су сe прoдужилe нa скoрo гoдину дaнa. Ниje сaмo битнo дa кoнтaктирaтe људe кoje живe у мeсту у кoje хoћeтe дa путујетe, нeгo прe путa мoрaтe дa сaзнaтe штo вишe o истoрији, пoлитици, o људимa тих зeмaљa. Кaдa стe тaмo, трeбa пунo eмпaтиje кaкo бистe ствaрнo рaзумeли „другoг”, изaћи из сeбe, пoкушaти дa глeдaтe свeт туђим oчимa, a oндa сe врaтити у сeбe, пoтврдити свoj идeнтитeт дa сe нe бистe рaзбoлeли, дa нe пoстaнeтe шизoфрeнични. Нaпoрaн је тo пoсao. Свaкaкo, жeлeo бих дa идeм у Нaгoрнo-Кaрaбaх, зeмљу oкo кoje сe спoрe Aзeрбejџaн и Jeрмeниja, и нa Кoсoвo, дa видим кaквa je ситуaциja. Пoлaкo ћу, мoждa, скупити мaтeријал зa нoву књигу. | ” |
| — Кристијан Екер, КРИСТИЈАН ЕКЕР, ИТАЛИЈАН У НОВОМ САДУ: Писци се данас продају на тржишту | |   |

Кристијан Екер сарађује и са другим италијанским медијима, као што су Radio Capodistria, Radio 24, Kaktus media... А од 2021. сарађује као репортер за емисију „Иномагазин” на сарајевској БХРТ.

### Остало
Бавио се и позоришном критиком и написао је монографију о најважнијој кореографкињи 20. века, Пини Бауш. 
Кристијан Екер има само држављанство Републике Италије. Жели да има и држављанство Републике Србије, али не може да га добије регуларном процедуром иако 15 година живи, ради и ствара у Србији.

## Дела
- La letteratura degli italiani d’Istria e di Fiume dal 1945 a oggi, prefaz. di Tullio De Mauro, Edit, Fiume, 2012.
- Vetar sa kopna, Mediterran, Novi Sad, 2015.
- Vento di terra – miniature geopoetiche, La Sapienza editrice, Roma, 2016.
- Peščana granica: ni Zapad, ni Istok, Arhipelag, Beograd, 2018.
- Il mare appassito: la ballata di rudi di Elio Pagliarani, Filozofski fakultet, Novi Sad, 2018.
- Esimdé – Né Oriente né Occidente, Ensemble edizioni, Roma, 2019.
- Pina Bauš i njen Tancteatar, Arhipelag, Beograd, 2020.

Прозом, преводима и критикама заступљен је у листовима и часописима: Златна греда (2009), Пoљa (2011, 2012, 2015), Нoвa мисao (2012–2017), Путопис (2013), Кoрaци (2019), Наслеђе (2020), Avanguardia, Politikon, Нoви Maгaзин.
Преводима и стручним радовима заступљен је у зборницима: Годишњак Филозофског факултета у Новом Саду (2008, 2009, 2011, 2018, 2020), Примењена лингвистика (2011), Збoрник зa jeзикe и књижeвнoсти Филoзoфскoг фaкултeтa у Нoвoм Сaду (2012), Језици и културе у времену и простору (2015, 2018), Европа: меридијани у покрету (2016).

###### Интевјуи са Кристијаном Екером
- Наши странци: Кристијан Екер (1. део)
- Наши странци: Кристијан Екер (2. део)
- Наши странци: Кристијан Екер (3. део)
- «Autori istriani: uscire da complesso inferiorità e aprirsi al mondo» (Voce del Popolo 18 ott. 2012)
- Кристијан Екер: Писци се данас продају на тржишту (16. 12. 2018)
- Pojam granice rodio se sa nacionalizmom (31. 1. 2019)
- Итальянский журналист и преподаватель, который путешествует по Кыргызстану Кристиан Эккер (25. 1. 2021)

###### Остало
- Чланци Кристијана Екера у Данасу
- Чланци Кристијана Екера у Il Caffè Geopolitico
- Christian Eccher, на сајту Филозофског факултета у Новом Саду